# L'Amour fou (album)
Pour les articles homonymes, voir L'Amour fou (homonymie).
Albums de Françoise Hardy
La Pluie sans parapluie
(2010) Personne d'autre
(2018)
L’Amour fou est le vingt-septième album édité en France et à l'étranger, de la chanteuse Françoise Hardy. L’édition originale est parue en France, le 5 novembre 2012.

## Mise en perspective de l'album
Les premières sessions d’enregistrement se déroulèrent du 5 au 9 décembre 2011 au Studio Labomatic. 

Publié cinquante ans après la parution de son premier album, ce nouvel opus met l’accent sur cet anniversaire (le jubilé) en étant accompagné par la sortie d’un roman ; récit rédigé depuis une trentaine d’années et sur lequel Françoise Hardy revenait régulièrement pour en améliorer la forme.
« Les anniversaires n’ont jamais été ma tasse de thé, mais publier en même temps un album qui me ressemble plus que les autres et le récit de l’histoire […] qui aura inspiré la plupart de mes textes, est ma façon de marquer le coup. »
Huit chansons sont de la plume de Françoise Hardy ; des amours malheureuses, irraisonnées, destructrices et torturées, portées par des mélodies lentes et mélancoliques composées par Calogero, Alain Lanty, Benoît Carré, François Maurin, Pascal Colomb et Thierry Stremler qui avait déjà collaboré sur les albums Tant de belles choses et La Pluie sans parapluie. 

Il y a une reprise de Si vous n'avez rien à me dire…, un poème de Victor Hugo, mis en musique et interprété par Bertrand Pierre en 2010. 

Julien Doré, avec qui Françoise Hardy avait chanté en duo BB Baleine, sur son album, Bichon, en 2011, lui a écrit et composé la chanson Normandia.

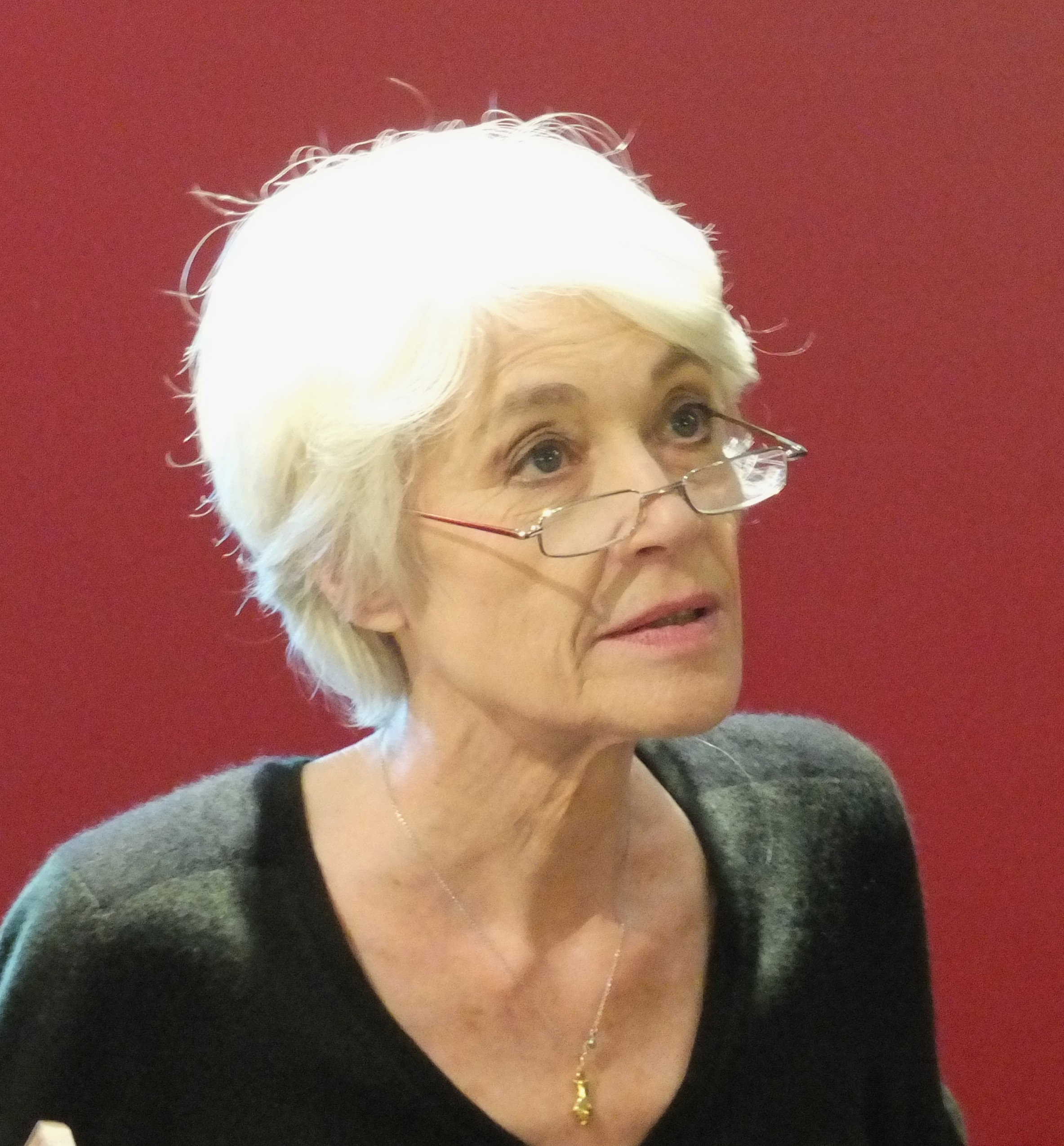
Françoise Hardy en dédicace à la Fnac des Ternes, à Paris, le 17 novembre 2012.

Un total de dix chansons, principalement accompagnées d'un piano et d’une quarantaine de cordes.
« Piano et cordes, c’est la combinaison que je préfère, mais je n’aurais jamais pensé pouvoir faire tout un album ainsi. Ni avoir autant de vraies cordes ; ce qui ne m’était pas arrivé depuis les années soixante-dix. »
Le premier titre diffusé par les radios et disponible en téléchargement dès le 17 septembre 2012 est Pourquoi vous ? (Paroles de F. Hardy - Musique de Calogero).

L’Amour fou, Si vous n'avez rien à me dire…, Normandia, Pourquoi vous ? et Rendez-vous dans une autre vie, ont fait l’objet de vidéo-clips filmés en noir et blanc. Ils ont été diffusés par Dailymotion sur les sites de France Inter, Le Monde et Télérama, à partir du 30 octobre 2012.
Le 20 décembre 2012, l'album est certifié  Or (50 000 exemplaires vendus), par le Syndicat national de l'édition phonographique (SNEP).
Le 8 février 2013, lors de la cérémonie des 28e Victoires de la musique au Zénith de Paris, Françoise Hardy et son album sont nommés dans les catégories « Artiste interprète féminine » et « Album de chansons » mais aucun trophée ne sera remporté.

## Genèse des chansons
- L’Amour fou : Chanson d’ouverture écrite sur la première mélodie reçue. Composée par Thierry Stremler, elle évoqua le XIXe siècle à la chanteuse qui puisa son inspiration dans un épisode anecdotique du roman d’un de ses écrivains favoris : L’Américain, écrit en 1877 par Henry James[6]. Le bref scénario qui en résulte, décrit les instants tragiques d’un jeune aristocrate mortellement blessé à l’issue d’un duel engagé par amour pour une comtesse qui n’en a que faire. Sa suivante la presse de rejoindre l'amant qui se meurt en lui posant la question : « Seriez-vous insensible à l’amour impossible, à l’amour fou ? ». « L’Amour fou », sembla un bon titre pour la chanson et, par là même, un bon titre pour l’album et pour le roman[7] ;
- Les Fous de Bassan : Chanson inspirée par des faits divers tragiques concernant des jeunes filles qui suivent un étranger et que l’on retrouve assassinées. Le roman du même nom d'Anne Hébert publié en 1982 porte sur telle histoire. La musique composée par Pascal Colomb est d'inspiration symphonique. Elle consiste en une lente spirale harmonique descendante et hypnotique, dont la résolution tonale n'apparaît que par pointes. C'est un des passages les plus sombres et poignants de cet album ;
- Mal au cœur : Françoise Hardy avait reçue la mélodie composée par Thierry Stremler quelques années auparavant pour y adapter un texte de chanson pour une chanteuse mais le projet avait tourné court. Sa musique restée dans ses tiroirs, le compositeur lui proposa de l’utiliser pour cet album[8] ;
- Si vous n'avez rien à me dire… : Poème de Victor Hugo issu de la première partie du recueil, Les Contemplations (publié en avril 1856), intitulée Autrefois – le poème en question se trouve en n° IV sous le titre Chanson[9], dans le Livre deuxième - L'Âme en fleur, qui évoque les premiers temps de sa liaison avec Juliette Drouet. Il fut mis en musique par Camille Saint-Saëns en 1870 sous le titre Si vous n'avez rien à me dire. En 2010[10] le chanteur Bertrand Pierre compose et enregistre une nouvelle mélodie. Si ce dernier avait respecté le texte du poète à la lettre, Françoise Hardy jugea nécessaire de retoucher quelque peu le poème en remplaçant un vers (exit donc : « qui tournerait la tête au roi »), en en changeant cinq (en partie), en en rajoutant huit autres (bis de fin compris) ;
- Normandia : L’initiative est venue du chanteur Julien Doré car il voulait écrire une chanson pour cet album en reprenant une musique qu’il avait composée pour un film ; musique dont, en accord avec Françoise Hardy, il a gardé en partie le titre énigmatique[8] (Le film en question :  Holiday, réalisé par Guillaume Nicloux – La musique : un instrumental de 54 secondes, intitulé Normandia, le meurtre[11]) ;
- Piano bar : La musique, de style jazzy, avait été proposée à Françoise Hardy quelques années plus tôt par Alain Lanty alors, directeur artistique[8] ;
- Pourquoi vous ? : C'est la chanson, Vous, écrite et interprétée par Guy Béart en 1958[12] qui a inspiré Françoise Hardy pour l'écriture du début du texte[8] ;
- Rendez-vous dans une autre vie : La dernière chanson de l’album prend un tour testamentaire où, les affres de l’amour maintenant apaisées, la chanteuse veut juste remercier l'autre pour lui avoir provoqué des sentiments aussi forts.

## Édition originale de l’album
France, 5 novembre 2012 : Disque compact (jewel case), L’Amour fou, Virgin Music/EMI Music France (5 099997 278726).

### Crédits
- Livret : 12 pages.
  - Photographies réalisées par Gilles-Marie Zimmermann.
  - Artwork réalisé par Jean-Louis Duralek.

- Musiciens :
  - Batterie : Fabrice Moreau (3-4-6-8-9), Mathieu Pigné (5), Erick Benzi (9).
  - Contrebasse : Laurent Vernerey (3).
  - Guitare : Michel Aymé (7), Erick Benzi (9), François Maurin (9).
  - Guitare basse : Laurent Vernerey (1-4-6-8-9), Pascal Colomb (2), Édouard Marie (5), Calogero (7).
  - Guitare électrique : Dominique Blanc-Francard (3), Pascal Colomb (4), Arman Méliès (5), Darko Fitzgerald (5).
  - Guitare folk : Thierry Stremler (8).
  - Piano : Thierry Stremler (1-3-8), Pascal Colomb (2-4), Alain Lanty (4), Julien Noël (5), Dominique Spagnolo (7), Erick Benzi (9), François Maurin (9).
  - Timbales : Pascal Colomb (2).
  - Tom basse : Julien Doré (5).
  - Cordes : Macedonian Radio Symphonic Orchestra, dirigé par Dzjian Emin (1-3-5-7-8), Pascal Colomb (2-4), Alain Lanty (6).
  - Arrangement des cordes : Thierry Stremler (1), Pascal Colomb (2-4), François Lasserre (1-3), Julien Noël et Julien Doré (5), Katerine (6), Calogero et Dominique Spagnolo (7), Thierry Stremler et François Lasserre (8), François Maurin (9).
  - Chœurs : Pascal Colomb (4).

### Liste des chansons
| No  | Titre                            | Paroles                         | Musique          | Réalisation                                  | Durée      |
| --- | -------------------------------- | ------------------------------- | ---------------- | -------------------------------------------- | ---------- |
| 1.  | L'Amour fou                      | Françoise Hardy                 | Thierry Stremler | Thierry Stremler                             | 2 min 29 s |
| 2.  | Les Fous de Bassan               | Françoise Hardy                 | Pascal Colomb    | Pascal Colomb                                | 3 min 48 s |
| 3.  | Mal au cœur                      | Françoise Hardy                 | Thierry Stremler | Thierry Stremler                             | 3 min 09 s |
| 4.  | Si vous n'avez rien à me dire... | Victor Hugo                     | Bertrand Pierre  | Pascal Colomb                                | 3 min 44 s |
| 5.  | Normandia                        | Julien Doré                     | Julien Doré      | Julien Doré et Bénédicte Schmitt             | 4 min 56 s |
| 6.  | Piano-bar                        | Françoise Hardy                 | Alain Lanty      | Alain Lanty                                  | 3 min 29 s |
| 7.  | Pourquoi vous ?                  | Françoise Hardy                 | Calogero         | Calogero Maurici et Dominique Blanc-Francard | 3 min 31 s |
| 8.  | Soie et fourrures                | Françoise Hardy                 | Thierry Stremler | Thierry Stremler                             | 3 min 33 s |
| 9.  | L'Enfer et le Paradis            | Benoit Carré et Françoise Hardy | Benoit Carré     | Erick Benzi                                  | 4 min 05 s |
| 10. | Rendez-vous dans une autre vie   | Françoise Hardy                 | François Maurin  | François Maurin et Dominique Blanc-Francard  | 3 min 51 s |

## Discographie liée à l’album
Abréviations désignant les différents types de supports d'enregistrements
SP (Single Playing) = Disque 45 tours (vinyle), 2 titres ;
LP (Long Playing) = Album sur disque 33 tours (vinyle) ;
CDS (Compact Disc Single) = Disque compact, 1 titre ;
CD (Compact Disc) = Album sur disque compact.

### Premières éditions françaises

#### Album sur disque 33 tours (vinyle)
- 3 décembre 2012 : LP (180 gr.), L’Amour fou, Virgin Music/EMI Music France (5099997278719)[17].

#### Disques promotionnels
Destinés à la promotion de l’album, ces disques sont exclusivement distribués dans les médias (presses, radios, télévisions…), et portent la mention « Échantillon promotionnel. Interdit à la vente ».

#### Disque 45 tours (vinyle)
- 20 avril 2013 : SP, Pourquoi vous ?, EMI/Virgin (5099995864174)[20].

Face A : Pourquoi vous ?, F. Hardy / Calogero.
Face B : Un air de guitare, F. Hardy / Jacno.

### Réédition française

#### Album sur disque compact
- 2016 : CD (jewel case), L’Amour fou, Parlophone (5099997278726).

### Premières éditions étrangères

#### Album sur disque compact
- Allemagne, 2012, CD, L’Amour fou, Virgin/EMI (5099997278726) ;
- Belgique, 2012, CD, L’Amour fou, Virgin/EMI (5099997278726) ;
- Royaume-Uni, avril 2013, L’Amour fou, EMI/Virgin (5099997278726) ;
- Québec, 2012, CD, L’Amour fou, Virgin/EMI (5099997278726) ;
- Suisse, 2012, CD, L’Amour fou, Virgin/EMI (5099997278726) ;
- Taïwan, 2012, CD, L’Amour fou, Virgin/EMI (5099997278726).